# Zoran Gajić (fotbalista)
Zoran Gajić (srbskou cyrilicí Зоран Гајић; * 18. května 1990, Bělehrad, SFR Jugoslávie) je srbský fotbalový obránce, od roku 2020 působí v klubu FC Zbrojovka Brno. Hraje na postu stopera (středního obránce), je levák.

## Klubová kariéra
Svoji fotbalovou kariéru začal v FK Radnički Nova Pazova, pak hrál za FK Partizan a poté za FK Rad. V roce 2011 přestoupil do FK Voždovac a následně se stal hráčem FK Sindelić Bělehrad. V letech 2013–2015 nastupoval za FK BSK Borča, kde byl kapitánem.

### Bohemians Praha 1905
V únoru 2015 přestoupil do Bohemians Praha 1905, kde uspěl na testech a podepsal dvouletý kontrakt. Klub se stal hráčovým prvním zahraničním angažmá. V 1. české lize debutoval 21. února 2015 proti FC Vysočina Jihlava (remíza 0:0). V prosinci 2016 mu vypršela smlouva s Bohemians, odehrál 33 ligových zápasů, v nichž ani jednou neskóroval.

### FC Fastav Zlín
V lednu 2017 podepsal kontrakt na 2,5 roku s moravským týmem FC Fastav Zlín. Přišel jako náhrada za stopera Tomáše Hájka, který přestoupil do Viktorie Plzeň.
Se zlínským týmem vyhrál v sezóně 2016/17 český fotbalový pohár, ve finále 17. května 2017 na Andrově stadionu v Olomouci byl u vítězství Zlína 1:0 nad druholigovým SFC Opava.
V červnu 2017 přispěl k zisku další trofeje, premiérového Česko-slovenského Superpoháru (po zdolání Slovanu Bratislava).

### FC ARDA Kazdzhali
V červnu 2019 podepsal kontrakt s bulharským klubem.